# Ялатов Віктор Іванович
Віктор Іванович Ялатов (10 серпня 1923, Баку — 1 вересня 1980) — білоруський музикознавець-фольклорист. Доктор мистецтвознавства (1978).
Закінчив Азербайджанську консерваторію (1955). 3 1955 році в Інституті мистецтвознавства, етнографії і фольклору АН Білорусі. Досліджував образ, ритм, мелодику білоруської народної музики. Автор книг «Від пісні до пісні» (1961), «Образові основи білоруської народної музики» (1964), «Ритмічні основи білоруської народної музики» (1966), «Мелодійні основи білоруської народної музики» (1970), «Слідами одного ритму» (1974), «Пісні східнослов'янської спільноти» (1977). Укладач музичної частини 7-томного академічного видання «Білоруська народна творчість»: «Пісні радянського часу» (1970), «Родова поезія» (1971), «Дитячий фольклор» (1972), «Жниварські пісні» (1974), «Весняні пісні» (1979), «Валачобныя песні» (1980), «Осінні і толочні пісні» (1981).
Лауреат Державної премії Білорусі (1986).